# Яннингс, Эмиль
Эмиль Яннингс (нем. Emil Jannings, настоящее имя Теодор Фридрих Эмиль Яненц, 23 июля 1884 — 2 января 1950) — немецкий актёр и продюсер. Первый в истории лауреат премии «Оскар» за лучшую мужскую роль (1929; фильмы «Путь всякой плоти» и «Последний приказ»).

## Биография
Теодор Фридрих Эмиль Яненц родился 23 июля 1884 года в Роршахе (кантон Санкт-Галлен, Швейцария) в семье германо-американского купца Эмиля Яненца и его жены Маргареты Швабе; детство провёл в Лейпциге и Гёрлице. Бросил учёбу в гимназии, служил корабельным юнгой. В 1900 году был волонтёром в городском театре в Гёрлице, в 1901—1914 годах — актёром в провинции. В 1914 году переехал в Берлин и поступил в труппу театра Макса Рейнхардта. В 1916 году предпринял первую самостоятельную постановку в Немецком театре. С 1917 года играл крупные роли. Летом 1918 года перешёл в Королевский театр. В конце 1918 года вернулся в театр Рейнхардта, в котором работал до 1920 года.
С 1916 года регулярно снимался в кино, в основном в мелодрамах о страсти, любви, деньгах и преступлении. В 1919 году исполнил роль Людовика XV в фильме «Мадам Дюбарри» Эрнста Любича. Международный успех этого фильма сделал его кинозвездой. Работа в театре отошла на второй план.
В 1922 году сыграл заглавную роль в исторической драме «Пётр Великий» Дмитрия Буховецкого. В 1924 году снялся в роли разжалованного портье в фильме «Последний человек» Фридриха Вильгельма Мурнау, а также в роли артиста, ставшего из ревности убийцей, в фильме «Варьете» Эвальда Андре Дюпона. В 1925—1926 годах снова работал с Мурнау, сыграв Тартюфа в одноимённом фильме, а затем Мефистофеля в фильме «Фауст».
В октябре 1926 года Яннингс отправился в Голливуд. Его американские фильмы ориентировались прежде всего на «Последнего человека» и «Варьете»: он играл людей, лишившихся своего общественного положения и живущих в нищете. С приходом звука в кино положение Яннингса в Голливуде усложнилось из-за его немецкого акцента, и в мае 1929 года ещё до завершения трехгодичного контракта с Paramount Pictures он вернулся в Германию.
Зимой 1929—1930 года исполнил роль преподавателя гимназии Рата в фильме Джозефа фон Штернберга «Голубой ангел», снятом по роману Генриха Манна «Учитель Гнус, или Конец одного тирана». Фильм, который должен был ознаменовать возвращение Яннингса в Германию, дал толчок голливудской карьере затмившей его Марлен Дитрих. С 1930 года Яннингс снова регулярно появлялся на сцене, как правило, в спектаклях по пьесам Герхарта Гауптмана. В мае 1934 года поступил в труппу Государственного театра. В 1936 году в последний раз вышел на сцену в роли Бисмарка.
В период национал-социализма снова стал крупной кинозвездой. В 1936 году его назначили в наблюдательный совет фирмы «Тобис», председателем которого он стал в 1938 году. Сначала в качестве «главного художественного руководителя», а позднее и самостоятельного продюсера он мог официально повлиять на концепцию и режиссуру своих фильмов. В 1940—1941 годах отвечал за производство антибританского фильма «Дядюшка Крюгер» (Ohm Krüger, в советском прокате — «Трансвааль в огне», 1948), одной из самых дорогих немецких постановок этого периода.
В январе 1945 года из-за болезни Яннингса съёмки его последнего фильма «Где господин Беллинг?» были прекращены. В 1946 году он прошёл процесс «денацификации». В 1947 году получил австрийское гражданство. 2 января 1950 года умер на своей вилле на Вольфгангзе в Зальцкаммергуте.

## Фильмография
- 1945 — Где господин Беллинг? / Wo ist Herr Belling? — Эберхард Беллинг
- 1943 — Старое сердце снова становится молодым / Altes Herz wird wieder jung — директор Хоффман
- 1942 — Отставка / Die Entlassung — Бисмарк
- 1941 — Дядюшка Крюгер / Ohm Krüger — Пауль Крюгер
- 1939 — Роберт Кох, победитель смерти / Robert Koch, der Bekämpfer des Todes — доктор Роберт Кох
- 1937 — Разбитый кувшин / Der zerbrochene Krug — Адам
- 1937 — Властелин / Der Herrscher — Матиас Клаузен
- 1936 — Траумулус / Traumulus — профессор Нимейер
- 1935 — Старый и молодой король / Der alte und der junge König — Friedrichs des Grossen Jugend — Фридрих Вильгельм I, король Пруссии
- 1934 — Der schwarze Walfisch — Петер Петерсен
- 1933 — Приключения короля Павзолия / Die Abenteuer des Königs Pausole / The Merry Monarch — король Павзолий
- 1932 — Бури страсти / Stürme der Leidenschaft — Густав Бумке
- 1930 — Любимец богов / Liebling der Götter — Альберт Винкельман
- 1930 — Голубой ангел / The Blue Angel — профессор Иммануил Рат
- 1929 — Betrayal — Польди Мозер
- 1929 — Fighting the White Slave Traffic
- 1928 — Sins of the Fathers — Вильгельм Шпенглер
- 1928 — Патриот — император Павел I
- 1928 — Street of Sin — Башер Билл
- 1928 — Последний приказ / The Last Command — генерал Долгорукий / Великий князь Сергей Александрович
- 1927 — Путь всякой плоти / The Way of All Flesh — Август Шиллинг
- 1926 — Фауст / Faust — Eine deutsche Volkssage — Мефистофель
- 1926 — Любовь слепа / Liebe macht blind — камео
- 1925 — Господин Тартюф / Herr Tartüff — Тартюф
- 1925 — Варьете / Varieté — Босс Хуллер
- 1925 — Камо грядеши? / Quo Vadis? — император Нерон
- 1924 — Последний человек / Der letzte Mann — Портье
- 1924 — Ню – непонятая женщина / Nju — Eine unverstandene Frau — Эхман
- 1924 — Кабинет восковых фигур / Das Wachsfigurenkabinett — Гарун Аль-Рашид
- 1923 — Все за деньги / Alles für Geld — Рупп
- 1923 — Трагедия любви / Tragödie der Liebe — Омбрейд
- 1923 — Не убий / Du sollst nicht töten — Харольд Хибрих
- 1922 — Пётр Великий / Peter der Große — царь Пётр I
- 1922 — Отелло / Othello — Отелло
- 1922 — Жена фараона / Das Weib des Pharao — фараон Аменес
- 1922 — Графиня из Парижа / Die Gräfin von Paris
- 1921 — Крысы / Die Ratten — Бруно
- 1921 — Клятва Петера Хергатца / Der Schwur des Peter Hergatz
- 1921 — Дантон / Danton — Дантон
- 1921 — Der Stier von Olivera — генерал Франсуа Гильом
- 1921 — Братья Карамазовы / Die Brüder Karamasoff — Дмитрий Карамазов
- 1920 — Коломбина / Colombine
- 1920 — Анна Болейн / Anna Boleyn — король Генрих VIII
- 1920 — Череп дочери фараона / Der Schädel der Pharaonentochter — Осоркон, фараон Египта
- 1920 — Алголь, трагедия силы / Algol — Tragödie der Macht — Роберт Херн
- 1920 — Большой свет / Das große Licht — Лоренц Ферлейтнер
- 1920 — Дочери Кольхизеля / Kohlhiesels Töchter — Петер Ксавьер
- 1919 — Роза Бернд / Rose Bernd — Артур Стрекман
- 1919 — Мадам Дюбарри / Madame DuBarry — король Людовик XV
- 1919 — Вендетта / Vendetta — Томазо
- 1919 — Дочь Мехмеда / Die Tochter des Mehemed — Вако Жуан Риберда
- 1919 — Человек дела / Der Mann der Tat — Ян Миллер
- 1918—1919 — Keimendes Leben — Джеймс Френкель / Джон Смит
- 1918 — Глаза мумии Ма / Die Augen der Mumie Ma — араб Раду
- 1918 — Nach zwanzig Jahren — Хорст Лундин
- 1918 — Fuhrmann Henschel
- 1917 — Das fidele Gefängnis — Куабби
- 1917 — Wenn vier dasselbe tun — Сегетофф
- 1917 — Hoheit Radieschen (short)
- 1917 — Die Ehe der Luise Rohrbach — Вильгельм Рорбах
- 1917 — Der zehnte Pavillon der Zitadelle
- 1917 — Das Geschäft — Хаблер
- 1917 — Der Ring der Giuditta Foscari
- 1917 — Die Seeschlacht
- 1917 — Лулу / Lulu
- 1917 — Unheilbar
- 1916 — Aus Mangel an Beweisen — Доктор Лангер
- 1916 — Das Leben ein Traum
- 1916 — Die Bettlerin von St. Marien — Барон Гельсбург
- 1916 — Frau Eva
- 1916 — Im Angesicht des Toten — Пауль Вернер
- 1916 — Ночь ужаса / Nächte des Grauens
- 1916 — Stein unter Steinen
- 1914 — Arme Eva
- 1914 — Im Schützengraben
- 1914 — Passionels Tagebuch

## Образ Эмиля Яннингса в кино
- Бесславные ублюдки / Inglourious Basterds (2009; США, Германия) режиссёр Квентин Тарантино, в роли Эмиля Яннингса Хильмар Эйхгорн.

## Комментарии
1. ↑  В своей статье «Мой жизненный путь», опубликованной в журнале «Советский экран» в 1926 году, Эмиль Яннингс указывает, что родился в Нью-Йорке в 1888 году[4].